# Badaga, Virajpet
Badaga là một làng thuộc tehsil Virajpet, huyện Kodagu, bang Karnataka, Ấn Độ.